# Sayula de Alemán
Sayula de Alemán (del náhuatl: Sayoli, la ‘Mosco, abundancia’‘Lugar donde abundan los moscos’) es una ciudad mexicana, cabecera del municipio homónimo, ubicada en el estado de Veracruz de Ignacio de la Llave.

## Demografía
De acuerdo con los datos del Censo de Población y Vivienda del Instituto Nacional de Estadística y Geografía, en 2010 Sayula de Alemán tenía un total de 13 980 habitantes. Del total, 6772 son hombres y 7208 mujeres —43.72% del total del municipio—. Además, se registraron 3257 viviendas particulares habitadas. Es una de las dos localidades urbanas del municipio

## Historia
En el siglo XVI, Sayula de Alemán era una población perteneciente a Coatzacoalcos y recibía el nombre de Zayultepec. Por decreto, el 3 de octubre de 1950, el municipio pasó a denominarse Sayula de Alemán, en honor al gobernador y presidente mexicano Miguel Alemán Valdés. El poblado se elevó a la categoría de villa el 9 de mayo de 1979.

### Fiestas tradicionales
El 15 de mayo, se festeja la fiesta de San Isidro Labrador y el 15 de agosto la fiesta de la Virgen de la Asunción.